# Alicia Arango
Alicia Victoria Arango Olmos, (née le 1er octobre 1958 à Carthagène des Indes) est une femme politique colombienne. Elle a été la Représentante du Colombie au siège de l'Organisation des Nations unies à partir du 9 juin 2010, en remplacement d'Angelino Garzón. Durant le mandat présidentiel d'Iván Duque, elle est ministre du Travail puis de l'Intérieur. 